# Coreia de Sydenham
Coreia reumática de Sydenham (também grafada simplesmente como «Coreia») ou a dança de São Vito (também grafada dança de São Guido) é um transtorno neurológico que afeta a coordenação motora de 20 a 40% dos portadores de febre reumática, mais frequente entre meninas e/ou crianças e adolescentes. A descrição mais famosa da doença foi feita em San Vito, Itália, em 1686, por Sydenham no livro Schedula Monitoria. 

## Etimologia
O substantivo coreia provém do étimo grego antigo khoreía, alusivo às danças realizadas pelos coros nos teatros gregos , étimo de onde também radica a palavra «coreografia».

## Causa
É uma complicação autoimune que aparece meses após uma infecções das vias aéreas superiores por estreptococos beta-hemolíticos do grupo A. A infecção estreptocócica caracteriza-se por lesões inflamatórias, normalmente localizadas no tecido conjuntivo dos órgãos acometidos. Dentre eles podem ser afetados o coração, as articulações, o sistema nervoso central, a pele e o tecido subcutâneo. Anticorpos contra os estreptococos atacam os núcleos da base e suas conexões com a região límbica, lobo frontal e tálamo. por reação cruzada (autoimunidade). O dano aos núcleos da base, partes do cérebro responsáveis pelo controle dos movimentos, resultam em movimentos espasmódicos incontroláveis dos membros, face ou corpo.

## Sinais e sintomas
O paciente geralmente apresenta movimentos rápidos, involuntários, esporádicos, com pouca força, que aumentam com o estresse, persistem em repouso e diminuem ao dormir. Tais movimentos podem afetar qualquer músculo, exceto a musculatura extrínseca dos olhos (reto superior, reto inferior, reto medial, reto lateral, oblíquo externo e oblíquo interno). Os trejeitos faciais (caretas) são comuns. Nos casos leves, o paciente pode parecer desajeitado, com alguma dificuldade para vestir-se e alimentar-se. Nos casos graves, pode ser necessário protegê-lo para que não se machuque com os movimentos involuntários dos membros superiores e inferiores. A coreia pode cessar após alguns meses (de forma gradual), mas em alguns casos pode persistir por até dois anos, durando em média 6 meses.
Os danos neurológicos do sistema límbico também podem causar sintomas psicológicos como:
- Hiperatividade;
- Transtorno obsessivo-compulsivo;
- Mudança de personalidade;
- Descontrole emocional.

## Incidência
A coreia de Sydenham é mais frequente em crianças de 5 a 15 anos, acometendo meninas numa proporção duas vezes maior do que a observada em meninos. A incidência é de 1 em cada 100.000 habitantes por ano.

## Tratamento
O haloperidol é tido como medicação de escolha no controle da descoordenação motora. A resposta terapêutica é muito variável entre os pacientes. A dose inicial usualmente preconizada é de 1 mg/dia, com incrementos (0,5 mg de 3/3 dias) até a melhora clínica. A dose máxima não deve exceder 4 mg/dia.
Pode durar entre uma semana a dois anos para desaparecer, mesmo sem tratamento, entretanto frequentemente retorna meses ou anos mais tarde. Pode ser necessário restringir os movimentos dos membros mais afetados durante esse tempo para evitar acidentes, mas sem imobilizar completamente.